# Tấm băng Tây Nam Cực

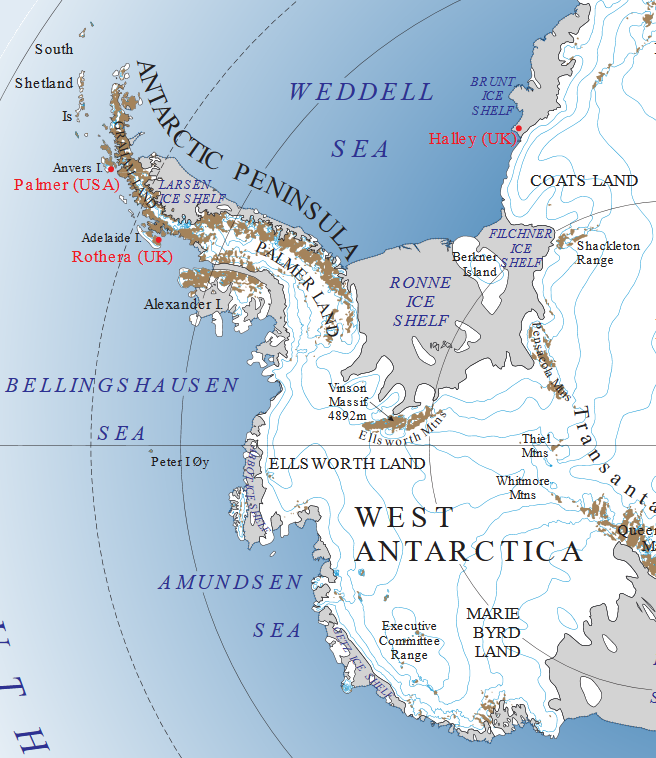
Tấm băng Tây Nam Cực.

Tấm băng Tây Nam Cực (tiếng Anh: Western Antarctic Ice Sheet (WAIS)) là một phần của tấm băng bao phủ phía tây châu Nam Cực và một phần của Nam Cực bên sườn dãy núi xuyên Nam Cực nằm ở Tây Bán cầu. Nó được phát hiện vào những năm 1960.

## Đặc điểm
Người ta ước tính thể tích của các tấm băng ở Nam Cực là khoảng 25,4 triệu km³ (6,1 triệu cu mi) và WAIS chỉ chiếm dưới 10%, tương đương 2,2 triệu km³ (530,000 cu mi). Trọng lượng của băng đã khiến lớp đá bên dưới chìm xuống từ 0,5 đến 1 kilômét (0,31 đến 0,62 dặm) trong một quá trình được gọi là isostatic depression.

## Biến đổi khí hậu

### Sự nóng lên và tan băng
Tấm băng Tây Nam Cực (WAIS) đã ấm lên hơn 0,1 °C (0,18 °F) sau mỗi thập kỷ trong 50 năm qua và sự nóng lên này trở nên mạnh nhất vào mùa đông và mùa xuân. Mặc dù điều này được bù đắp một phần bởi sự mát mẻ vào mùa thu ở đông châu Nam Cực, nhưng hiệu ứng này bị hạn chế trong những năm 1980 và 1990. Xu hướng nhiệt độ bề mặt trung bình trên toàn lục địa Nam Cực là dương và có ý nghĩa thống kê ở mức >0,05 °C (0,090 °F)/thập kỷ kể từ năm 1957. Sự nóng lên của WAIS mạnh nhất ở bán đảo Nam Cực. Vào năm 2012, các kỷ lục về nhiệt độ của tấm băng đã được phân tích lại với kết luận rằng kể từ năm 1958, tấm băng Tây Nam Cực đã ấm lên 2,4 °C (4,3 °F), gần gấp đôi so với ước tính trước đó. Một số nhà khoa học lo ngại rằng WAIS giờ đây có thể sụp đổ giống như thềm băng Larsen B đã xảy ra vào năm 2002.